# Selección de fútbol sala de Cuba
La Selección de fútbol sala de Cuba es el equipo formado por jugadores de nacionalidad cubana que representan a la Asociación de Fútbol de Cuba en las competiciones oficiales organizadas por la Federación Internacional de Fútbol Asociación (FIFA).
Durante el Campeonato de Futsal de Concacaf de 2008, quedó como subcampeón.

## Estadísticas

### Copa Mundial de Futsal FIFA
| Copa Mundial de fútbol sala de la FIFA | Copa Mundial de fútbol sala de la FIFA | Copa Mundial de fútbol sala de la FIFA | Copa Mundial de fútbol sala de la FIFA | Copa Mundial de fútbol sala de la FIFA | Copa Mundial de fútbol sala de la FIFA | Copa Mundial de fútbol sala de la FIFA | Copa Mundial de fútbol sala de la FIFA |
| Año                                    | Ronda                                  | J                                      | G                                      | E                                      | P                                      | GF                                     | GC                                     |
| -------------------------------------- | -------------------------------------- | -------------------------------------- | -------------------------------------- | -------------------------------------- | -------------------------------------- | -------------------------------------- | -------------------------------------- |
| 1989                                   | No participó                           | No participó                           | No participó                           | No participó                           | No participó                           | No participó                           | No participó                           |
| 1992                                   | No participó                           | No participó                           | No participó                           | No participó                           | No participó                           | No participó                           | No participó                           |
| 1996                                   | Primera ronda                          | 3                                      | 0                                      | 0                                      | 3                                      | 4                                      | 31                                     |
| 2000                                   | Primera ronda                          | 3                                      | 0                                      | 0                                      | 3                                      | 1                                      | 20                                     |
| 2004                                   | Primera ronda                          | 3                                      | 0                                      | 0                                      | 3                                      | 3                                      | 16                                     |
| 2008                                   | Fase de grupos                         | 4                                      | 1                                      | 0                                      | 3                                      | 16                                     | 25                                     |
| 2012                                   | No clasificó                           | No clasificó                           | No clasificó                           | No clasificó                           | No clasificó                           | No clasificó                           | No clasificó                           |
| 2016                                   | Fase de grupos                         | 3                                      | 0                                      | 0                                      | 3                                      | 7                                      | 22                                     |
| 2021                                   | No clasificó                           | No clasificó                           | No clasificó                           | No clasificó                           | No clasificó                           | No clasificó                           | No clasificó                           |
| 2024                                   | Fase de grupos                         | 3                                      | 0                                      | 0                                      | 3                                      | 5                                      | 27                                     |
| Total                                  | 6/10                                   | 19                                     | 1                                      | 0                                      | 21                                     | 36                                     | 141                                    |

### Campeonato de Futsal de Concacaf
| Campeonato de Futsal de Concacaf | Campeonato de Futsal de Concacaf | Campeonato de Futsal de Concacaf | Campeonato de Futsal de Concacaf | Campeonato de Futsal de Concacaf | Campeonato de Futsal de Concacaf | Campeonato de Futsal de Concacaf | Campeonato de Futsal de Concacaf |
| Año                              | Ronda                            | J                                | G                                | E                                | P                                | GF                               | GC                               |
| -------------------------------- | -------------------------------- | -------------------------------- | -------------------------------- | -------------------------------- | -------------------------------- | -------------------------------- | -------------------------------- |
| 1996                             | Subcampeón                       | 4                                | 2                                | 0                                | 2                                | 14                               | 17                               |
| 2000                             | Subcampeón                       | 5                                | 3                                | 0                                | 2                                | 28                               | 14                               |
| 2004                             | Subcampeón                       | 5                                | 3                                | 1                                | 1                                | 18                               | 10                               |
| 2008                             | Subcampeón                       | 5                                | 1                                | 3                                | 1                                | 21                               | 11                               |
| 2012                             | Fase de grupos                   | 3                                | 1                                | 0                                | 2                                | 12                               | 7                                |
| 2016                             | Cuarto lugar                     | 5                                | 1                                | 1                                | 3                                | 15                               | 20                               |
| 2021                             | Fase de grupos                   | 3                                | 0                                | 0                                | 3                                | 4                                | 10                               |
| 2024                             | Subcampeón                       | 6                                | 2                                | 3                                | 1                                | 18                               | 17                               |
| Total                            | 8/8                              | 36                               | 13                               | 8                                | 15                               | 130                              | 106                              |

## Jugadores destacados
- Eduardo "Angola" Morales
- Carlos Madrigal
- Reynier Fiallo Lugones
- Wilfredo Carbó Lamz
- Juan Carlos Portal
- Junier Casañas Cardosa
- Luis Yunior Portal Sánchez
- Iduan Martínez Soto